# 穴部站
穴部站（日语：／ Anabe eki */?）是位於神奈川縣小田原市穴部563番地，伊豆箱根鐵道的大雄山線車站。車站編號為ID05。

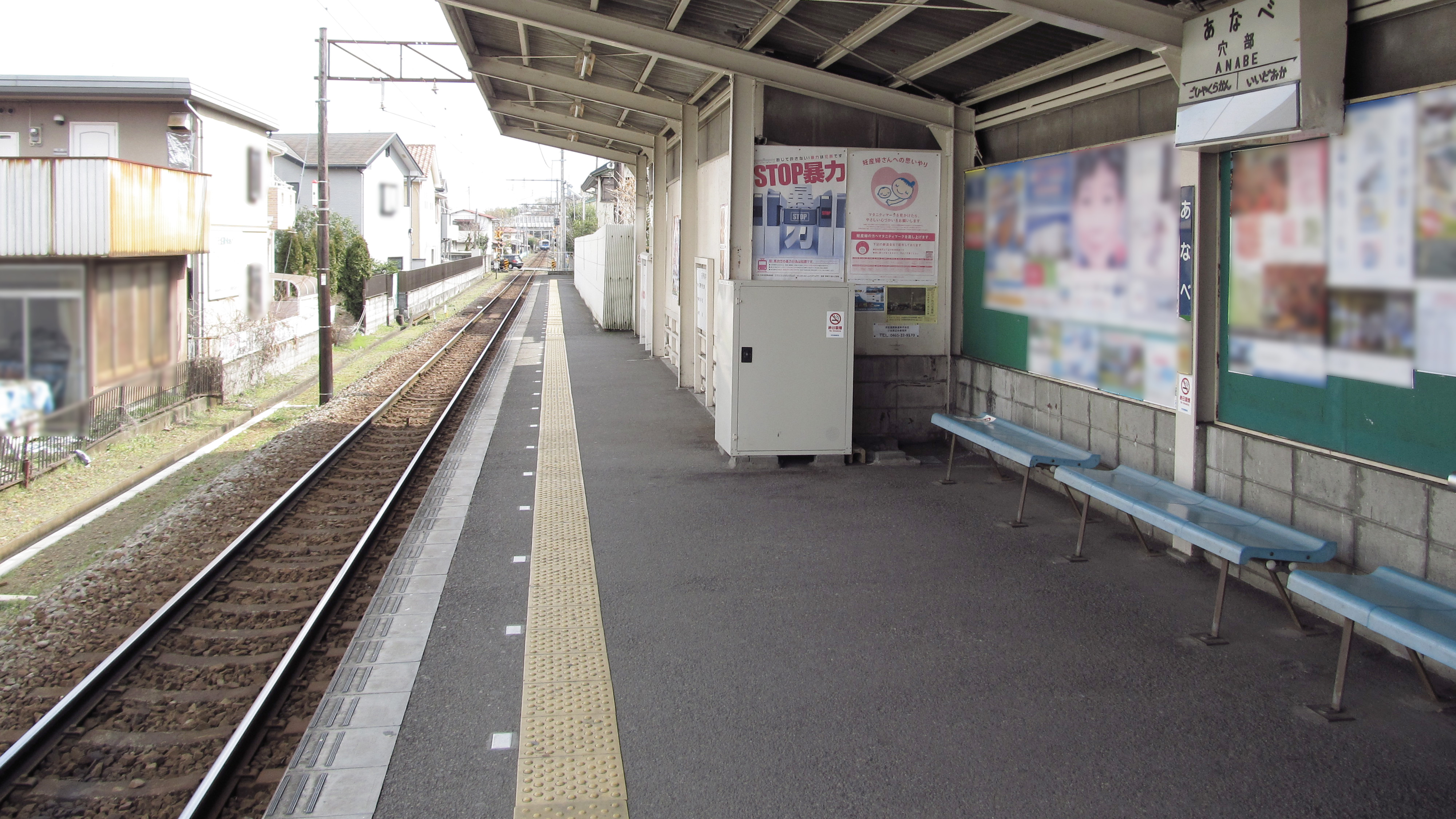
候車室與月台（2014年3月）

## 歷史
- 1925年（大正14年）10月15日 - 大雄山鐵道開業。但是雖然路線竣工，此站的設施仍然進行工程，因此車站未能於當日啟用[1]。
- 1926年（大正15年）3月31日 - 車站啟用[2]。

## 車站構造
此站是地面車站，設有1面1線的單式月台。月台位於路軌南邊。月台靠近飯田岡一端設有樓梯出入口。在出入口附近設有與上蓋一體化的2層高車站大樓。此站是無人車站，站內設有自動售票機和車票發行機。此站沒有廁所，最近的廁所是在縣道74號線靠近小田原一方的7-11小田原多古店內。在車站出入口處設有穴部站前平交道，在越過平交口後可前往車站北邊。

## 使用狀況
以下為各年度1日平均乘車人次變化。
| 乘車人次變化       | 乘車人次變化     | 乘車人次變化 |
| 年度               | 1日平均 乘車人次 | 參考資料     |
| ------------------ | ---------------- | ------------ |
| 1998年（平成10年） | 842              | [ 4 ]        |
| 1999年（平成11年） | 853              | [ 5 ]        |
| 2000年（平成12年） | 853              | [ 6 ]        |
| 2001年（平成13年） | 829              | [ 6 ]        |
| 2002年（平成14年） | 807              | [ 7 ]        |
| 2003年（平成15年） | 792              | [ 8 ]        |
| 2004年（平成16年） | 785              | [ 9 ]        |
| 2005年（平成17年） | 757              | [ 10 ]       |
| 2006年（平成18年） | 737              | [ 11 ]       |
| 2007年（平成19年） | 723              | [ 12 ]       |
| 2008年（平成20年） | 720              | [ 13 ]       |
| 2009年（平成21年） | 705              | [ 14 ]       |
| 2010年（平成22年） | 679              | [ 15 ]       |
| 2011年（平成23年） | 677              | [ 16 ]       |
| 2012年（平成24年） | 687              | [ 17 ]       |
| 2013年（平成25年） | 724              | [ 18 ]       |
| 2014年（平成26年） | 698              | [ 19 ]       |
| 2015年（平成27年） | 684              | [ 20 ]       |
| 2016年（平成28年） | 690              | [ 21 ]       |
| 2017年（平成29年） | 671              | [ 22 ]       |
| 2018年（平成30年） | 695              | [ 23 ]       |

## 車站周邊
車站南邊設有縣道74號，北邊設有狩川。車站鄰近久野古墳群和姥神社。
- 高齡者綜合福祉設施 潤生園

## 巴士路線
在縣道74號上設有「穴部」巴士站，停靠的巴士路線如下：
- 箱根登山巴士
  - 關本（經飯田岡、富士菲林） ※ 平日3班
  - 小田原站東出口 ※ 只於平日服務

## 相鄰車站
伊豆箱根鐵道
■大雄山線
五百羅漢（ID04）－穴部（ID05）－飯田岡（ID06）

## 注腳
1. ↑  「南足柄市史 通史編II 近代・現代」南足柄市編集（1998年3月31日発行）p.481
2. ↑  「地方鉄道駅設置」『官報』1926年4月12日（國立國會圖書館數碼化資料）
3. ↑  小田原市統計書 （页面存档备份，存于）（日語）
4. ↑  神奈川縣縣勢要覧（平成12年度）227頁（日語）
5. ↑  神奈川縣縣勢要覧（平成13年度）229頁PDF（日語）
6. 1 2  神奈川縣縣勢要覧（平成14年度）227頁PDF（日語）
7. ↑  神奈川縣縣勢要覧（平成15年度）PDF（日語）
8. ↑  神奈川縣縣勢要覧（平成16年度）229頁PDF（日語）
9. ↑  神奈川縣縣勢要覧（平成17年度）PDF（日語）
10. ↑  神奈川縣縣勢要覧（平成18年度）231頁PDF（日語）
11. ↑  神奈川縣縣勢要覧（平成19年度）PDF（日語）
12. ↑  神奈川縣縣勢要覧（平成20年度）245頁PDF（日語）
13. ↑  神奈川縣縣勢要覧（平成21年度）PDF（日語）
14. ↑  神奈川縣縣勢要覧（平成22年度）PDF（日語）
15. ↑  神奈川縣縣勢要覧（平成23年度）PDF（日語）
16. ↑  神奈川縣縣勢要覧（平成24年度）PDF（日語）
17. ↑  神奈川縣縣勢要覧（平成25年度）PDF（日語）
18. ↑  神奈川縣縣勢要覧（平成26年度）PDF（日語）
19. ↑  神奈川縣縣勢要覧（平成27年度）PDF（日語）
20. ↑  神奈川縣縣勢要覧（平成28年度）PDF（日語）
21. ↑  神奈川縣縣勢要覧（平成29年度）PDF（日語）
22. ↑  神奈川縣縣勢要覧（平成30年度）PDF（日語）
23. ↑  神奈川縣縣勢要覧（令和元年度）PDF（日語）

## 外部連結
- 伊豆箱根鐵道　穴部站 （页面存档备份，存于）（日語）